# لویالساک کریک
لویالساک کریک (به انگلیسی: Loyalsock Creek) رودخانه‌ای است که در ایالات متحده آمریکا جریان دارد.